# Tonnerre (L9014)
Tonnerre (L9014), fransk for "Torden", er et amfibieangrebshelikopterskib i den Franske Flåde. Det er det andet skib i Mistral-klassen.
Tonnerre blev søsat den 26. juli 2005 og taget i brug i december 2006.
Tonnerre's jomfrutur foregik mellem den 10. april og den 24. juli 2007. Under denne tur var skibet involveret i Opération Licorne, det franske bidrag til de Forenede Nationers fredsbevarende operation efter borgerkrigen i Elfenbenskysten. Gazelle- og Cougar-helikoptere fra det franske luftvåben opererede fra skibet for første gang den 9. juli.
I starten af 2008 var Tonnerre involveret i Corymbe 92 missionen, en humanitær mission i Guineabugten. Under denne udsendelse reagerede skibet på tip fra et europæisk maritimt analysecenter og beslaglagde 5,7 tons kokain; 2,5 tons kom fra en fiskekutter opbragt 520 kilometer fra Monrovia. den 29. januar 2008. samt 3,2 tons fra et handelsskib 300 kilometer fra Conakry.
I maj 2011 blev det rapporteret af det franske militær igen ville udstationere Tiger og Gazelle-helikoptere om bord på skibet som støtte til Opération Harmattan sammen med allierede skibe såsom det britiske helikopterhangarskib HMS Ocean, der også medbragte kamphelikoptere.

## Andre skibe med navnet
Syv andre skibe har tidligere båret navnet Tonnerre
1. Artilleriskib med 4 pjecer (1696)
2. Kanonbåd, type Eclair (1759)
3. Kanonbåd (1785)
4. Manovar med 74 kanoner, type Téméraire (1808)
5. Hjuldamper-korvet (1838)
6. Kystbevogtningsskib, type 1872 (1878)
7. Kanonpram (1952)